# Filippo Grimani

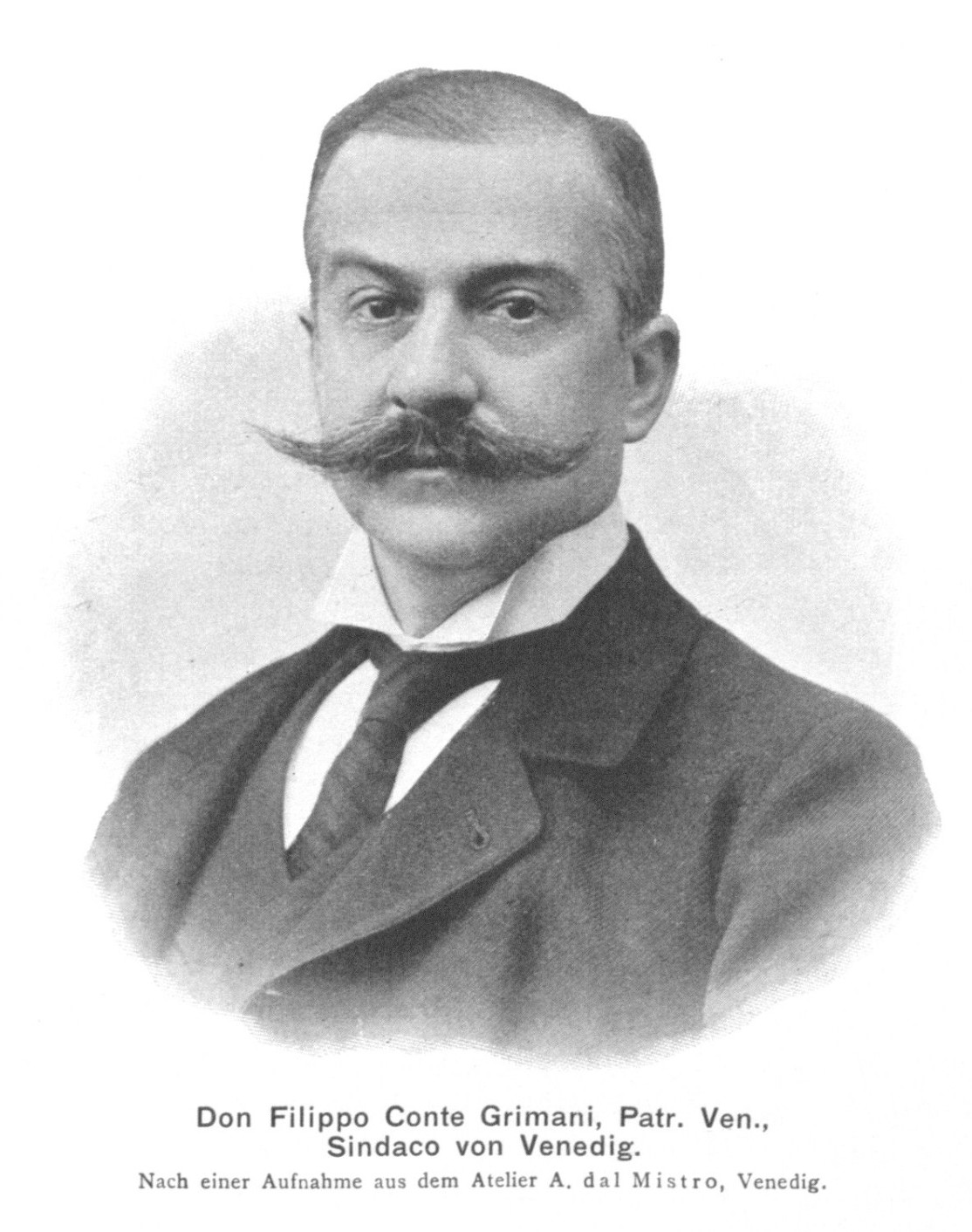
Filippo Grimani im Jahre 1902

Filippo Grimani (* 4. Juni 1850 in Venedig; † 5. Dezember 1921 in Rom) war vom 15. November 1895 bis zum 25. Oktober 1919 Bürgermeister Venedigs, wobei er als „goldener Bürgermeister“ bekannt wurde. Er führte eine gemäßigt konservative Regierung in enger Zusammenarbeit mit Kapitalanlegern und Industriellen sowie dem Klerus. In seiner Zeit wurde die Kommune Venedig ausgedehnt, die Trennung von industrialisiertem Festland und touristischer Kernstadt endgültig Richtlinie der Politik. Ihm folgte Davide Giordano 1920 im Amt.

## Leben

### Herkunft, Familie
Grimani wurde als Sohn des venezianischen Patriziers Pietro Luigi Grimani (del ramo di S. Luca) in Venedig geboren, d. h., er gehörte dem Zweig (ramo) der Grimani aus dem Sprengel San Luca an. Seine Mutter war die aus Padua stammende und gleichfalls adlige Elena Milissinò. Seine älteren Schwestern waren Andriana und Cornelia. Nach dem frühen Tod seiner Frau heiratete Filippo Grimanis Vater erneut. Mit Regina Avogadro zeugte er zwei Söhne namens Giovanni Andrea Paolo und Dioniso Teodoro. Der Vater seines Vaters musste trotz der lukrativen Ehe mit Andriana Papafava (1796), die 50.000 Dukaten in die Ehe einbrachte, 1805 den Palazzo di S. Luca am Canal Grande an die Stadt verkaufen. Auch die Bildersammlung wurde in den ökonomisch schwierigen Jahrzehnten der französischen und österreichischen Besetzung zerstreut.
1818 zog die Familie von Rialto nach S. Tomà, wo sie den Palazzo Civran erwarb.

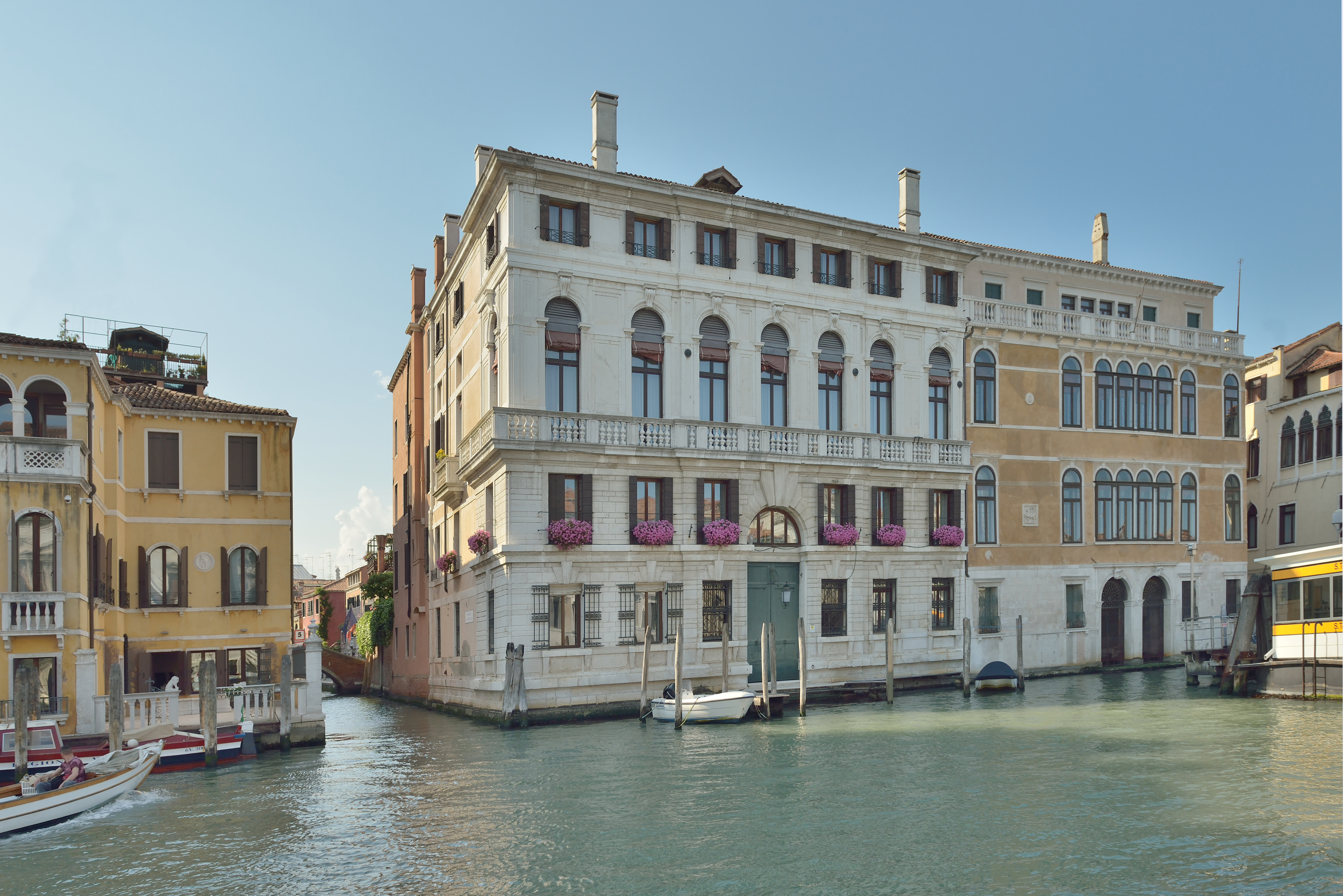
Palazzo Civran-Grimani

Ab 1875 war Grimani mit Enrichetta Dubois de Dunilac verheiratet, die ihm drei Söhne gebar, Enrico Maria und Marino, sowie den ältesten, Pier Luigi, der bereits 1913 verstarb.

### Jurastudium, Güter in Venetien, Bürgermeister von Mirano
Nach klassischen Studien wurde Filippo Grimani 1873 an der Universität Padua in Rechtswissenschaften promoviert. Er strebte eine Karriere als Diplomat an, musste sich aber nach dem Tod seines Vaters der Verwaltung des Familienbesitzes widmen. So wurde er in Mira mit seinen wenig mehr als 7.000 Einwohnern Consigliere, dort, wo seine Familie alte Besitztümer unterhielt. In Mirano erwarb er den Besitz der Familie Boldù und 1880 eine Villa aus dem 18. Jahrhundert. Am 26. Oktober 1886 wurde er dort zum Bürgermeister gewählt und 1889 vertrat er den Ort in der Provinzversammlung.

### Mitglied im Stadtrat (1893), Präsident der Biennale (ab 1897)
1893 wurde er in den Stadtrat Venedigs gewählt und so gab er das Bürgermeisteramt am 15. Oktober auf. Zwar war er nicht auf der Linie des Bürgermeisters Riccardo Selvatico, doch unterstützte er die Biennale di Venezia, deren Präsident er von 1897 bis 1914 war. Ihm gelang es, die Liberalen für sich zu gewinnen, ohne auf die katholische Unterstützung zu verzichten. Zugleich wurde er in einer massiven Kampagne vom Direktor der Gazzetta di Venezia, Conte F. Macola, unterstützt.

### Wahl zum Bürgermeister (1895)
Am 3. August 1895 wurde Dante Di Serego Alighieri, der bereits 1879 bis 1888 Bürgermeister gewesen war, erneut gewählt, leistete aber wegen einer Krankheit Verzicht. Stattdessen wählte er Grimani als assessore anziano, der daraufhin am 15. November 1895 zum Bürgermeister gewählt wurde. Auch die Wahlen vom 5. August 1899 und vom 6. Oktober 1902 sowie die vom 5. August 1905, vom 6. Juli 1910 und schließlich vom 15. Juli 1914 konnte er gewinnen. Am 25. Oktober 1919 trat Grimani nach 24 Amtsjahren zurück.

### Katholische Dominanz, zunehmende Aufspaltung in Tourismus- und Industriezonen
Nach seiner Wahl lebte die katholische Dominanz in der Schule wieder auf, ebenso wie die Feierlichkeiten, die die laizistische Regierung Selvatico wenig geschätzt und abgeschafft hatte. Dies waren vor allem die Festa della Salute und die Festa del Redentore, die neben stark religiösen Akzenten auch konservative Erinnerungen an die Republik Venedig beinhalteten. Darin unterstützte ihn neben zahlreichen anderen Exponenten der Kirche und der gemäßigten Liberalen der Historiker Pompeo Molmenti.
Seine Regierung nahm häufig dirigistische, gelegentlich autoritäre Züge an, wobei er sich über Widerstände gegen seine Industrialisierungspläne oder den Ausbau des mondänen Bades am Lido hinwegsetzte. Auch im Religionsunterricht, der freiwillig sein sollte, setzte er durch, dass das Morgengebet in allen Schulen wieder zum Pflichtprogramm gehörte. Dementsprechend eng gestaltete sich die Zusammenarbeit mit dem Klerus, insbesondere mit dem Patriarchen.

### Einmischung in Arbeitskämpfe, Generalstreik (1904)
Den Arbeiterorganisationen entzog er so weit wie möglich das politische Mandat, mischte sich in Arbeitskämpfe ein. Am 19. September 1904 kam es zu einem Generalstreik, bei dem die Kommunikation mit dem Festland abriss, die Beleuchtung ausfiel, Krankentransporte verschoben werden mussten und die Lebensmittelversorgung zusammenbrach. Selbst die Kirchen wurden geschlossen. Grimani schrieb Giovanni Giolitti in einem offenen Brief die Schuld an der Eskalation zu.

### „Case Grimani“, Umgang mit historischem Erbe
Abgesehen von solchen zugespitzten Situationen neigte Grimani eher zum Paternalismus, etwa wenn er für gesunde Häuser sorgen wollte. In Cannaregio und Madonna dell’Orto nannte man die neuen Siedlungen „case Grimani“. Ebenso entstanden Siedlungen auf der Giudecca, auf Sant’Elena, in Dorsoduro, in Castello und auf dem Lido. Dennoch nahm die Abwanderung zu. Die 1897 eingerichtete Kommission wurde 1910 in eine halböffentliche Institution umgewandelt, aus der das Istituto autonomo case popolari entstand. Damit setzte er neben der Biennale das zweite große Projekt seines Amtsvorgängers um.
Als 1902 der Markusturm zusammenbrach, wurde er in den nächsten zehn Jahren an derselben Stelle in der alten Form bewusst wieder aufgebaut (wenn auch nur äußerlich). Auch der Wiederaufbau des Fischmarkts, der Pescheria, in gotischen Formen lag auf dieser Linie. Darüber hinaus gerieten viele Adelsfamilien in eine wirtschaftlich untragbare Situation, so dass sie ihre Paläste nicht unterhalten konnten. Andere Familien starben aus. Infolgedessen erbte die Kommune eine Reihe von Palazzi, häufig Case genannt, wie etwa 1899 die Ca’ Pesaro, wo 1908 erstmals eine Ausstellung stattfand.

### Kommunalisierung der Dampfschifffahrt, Privatisierung der Gasversorgung,Gruppo veneziano
Grimani setzte meist auf Privatunternehmen, weniger allerdings in der Krankenversorgung und im Transportwesen. So wurde 1905 der Betrieb der Dampfschiffe auf den Kanälen, der Vaporetti, kommunalisiert. Hingegen wurden Gas- und Wasserversorgung in die Hände französischer Privatunternehmen gelegt, der Compagnie des eaux pour l'étranger und der Compagnie du gaz de Venise. Bei der Società per l'illuminazione pubblica di Venezia, die sich mit der Beleuchtung des öffentlichen Raumes befasste, beteiligte sich Edison. Unter den bedeutendsten Investoren waren neben Banken und Sparkassen, Piero Foscari und Giuseppe Volpi. Letzterer wurde bei seinen Plänen zur Industrialisierung auf dem Festland sowohl von den Sozialisten unterstützt, die sich einen Aufschwung der Arbeiterbewegung erhofften, als auch von den Konservativen, die hofften, Venedigs Kernstadt werde so bleiben, wie sie war.

### Groß-Venedig, Industrielle Produktion auf dem Festland, Tourismus im historischen Zentrum
Zu Venedig gehörten nun Mestre, der größte Teil der Lagune, die Giudecca und seit 1884 der Lido. Dazu kamen zwischen 1923 und 1926 im Rahmen von Groß-Venedig-Plänen der Faschisten Pellestrina, Murano und Burano sowie auf dem Festland Favaro Veneto, Chirignago, Zelarino. Ein entsprechendes Abkommen wurde am 23. Juli 1917 vom Präsidenten des Consiglio P. Boselli und vom Minister für öffentliche Bauten I. Bonomi auf der Seite des Staates, und von Grimani und Volpi auf Seiten der Kommune bzw. der Società Porto industriale di Venezia unterzeichnet. Aus dem Lido wurde ein Luxusrefugium für betuchte Touristen, den Anfang machte der Bau des Hotel des Bains (1900) und des Excelsior (1908), die die Compagnia italiana grandi alberghi (CIGA) errichten ließ. Der CIGA ließ der Bürgermeister freie Hand, denn sie war in den von ihm unterstützten Händen von Nicolò Papadopoli, Gastone Treves de’ Bonfili, Tito Braida und Giuseppe Volpi.
Im Februar 1917 wurde Grimani zum Senator nominiert. Er saß im Aufsichtsrat der Assicurazioni Generali und von Credito italiano, spielte wichtige Rollen bei verschiedenen Eisenbahngesellschaften, ebenso wie bei Stromversorgern wie der Società elettrica per il Porto industriale di Venezia. Zudem gehörte er dem Ateneo Veneto an, doch wurde er nicht im Istituto Veneto di Scienze, Lettere ed Arti zugelassen.

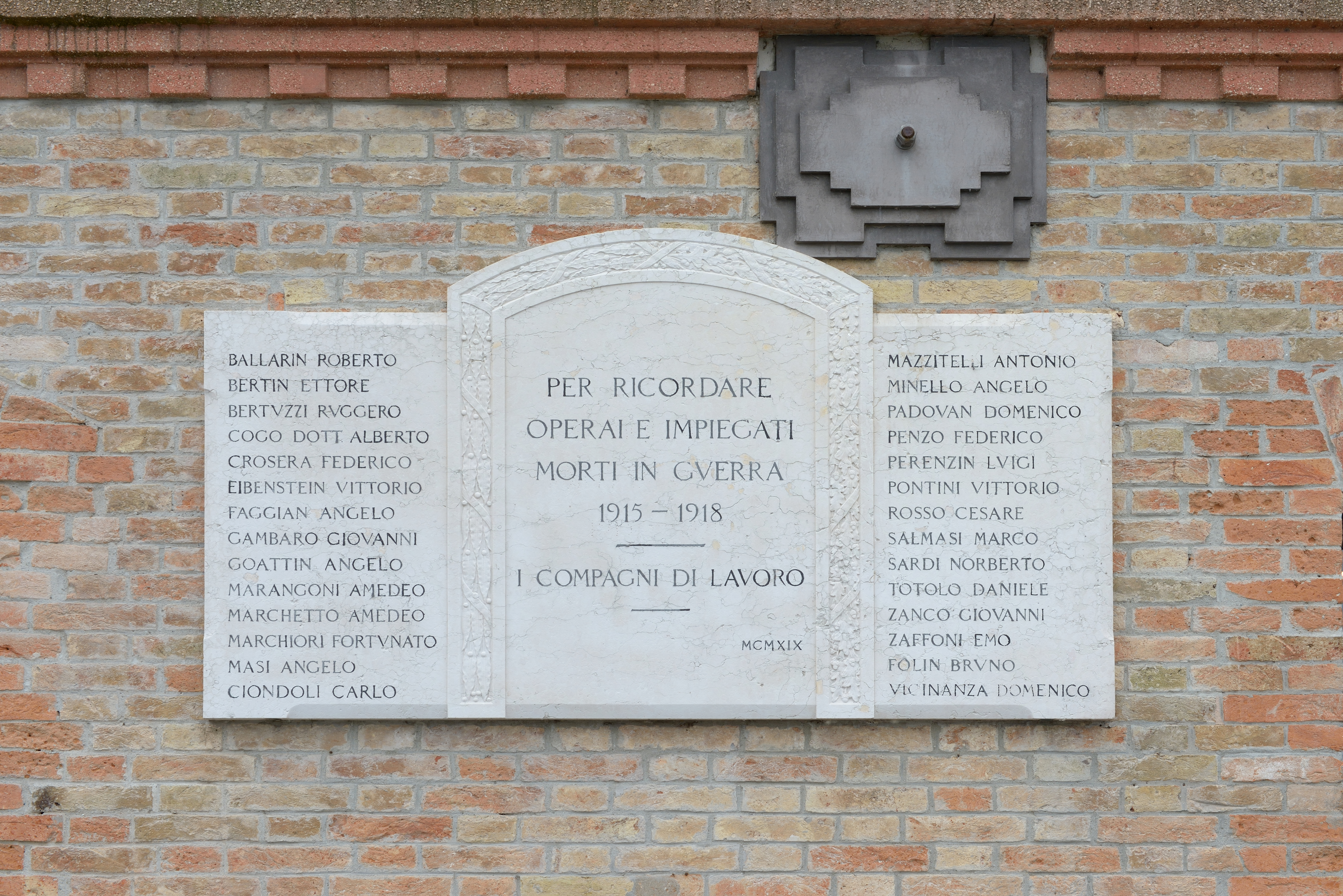
Erinnerungstafel an die Toten des Ersten Weltkriegs, angebracht an der Stucky-Mühle auf der Giudecca

### Sieg der Sozialisten (1914), Rücktritt nach deren zweitem Sieg (1919), faschistischer Nachfolger
Im Juni 1914 errangen die Sozialisten einen großen Wahlsieg. Während des Ersten Weltkriegs erlangte der Bürgermeister durch seine permanente Präsenz noch einmal erhebliche Beliebtheit, doch am 25. Oktober 1919 trat er nach dem Sieg der Sozialisten zurück. Sein paternalistisches System vertrug sich nicht mehr mit dem der Sozialisten, erst recht nicht mit dem nationalistischen und rassistischen der Faschisten unter Pietro Marsich, die mit dem Klerus liebäugelten. Noch im Februar 1917 war er zum Senator ernannt worden.

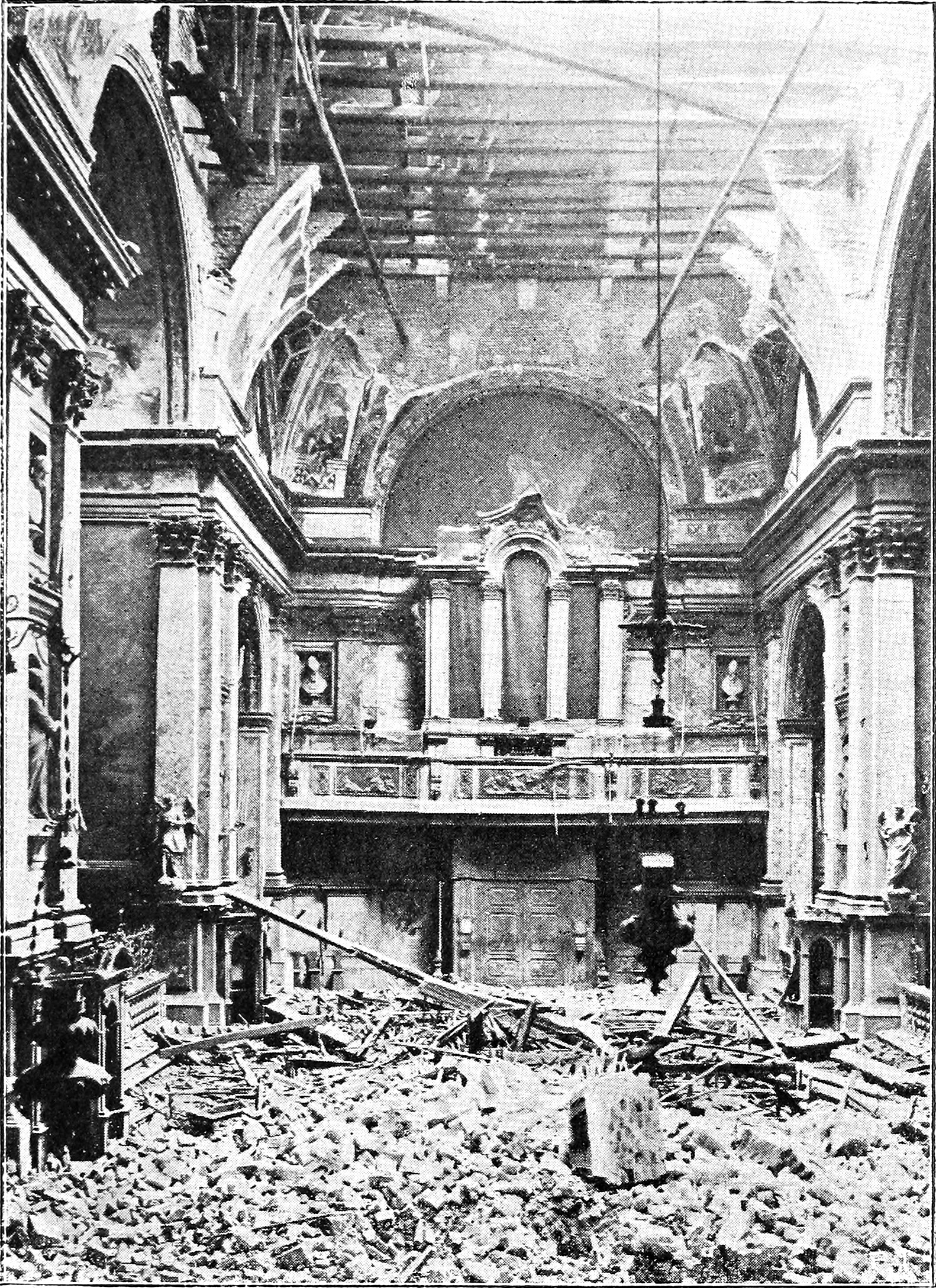
Der Innenraum der in der Nacht vom 24. auf den 25. Oktober 1915 von einer Bombe getroffenen Kirche Santa Maria di Nazareth (Scalzi)

Venedigs Ökonomie litt seit Beginn des Krieges unter starken Veränderungen im Bereich des Tourismus, der „Kulturindustrie“ wie der gesamten Hafenwirtschaft, sieht man vom Beschuss, von den Flüchtlingen und der Ausrichtung auf die Kriegswirtschaft ab.
Ab dem 20. Mai 1915 unterstand die gesamte Stadt der obersten militärischen Autorität. Bereits vier Tage später kam es zur ersten der am Ende 42 Bombardierungen. Während sich immer mehr Flüchtlinge vom Festland in der Stadt einfanden, flohen zahlreiche Venezianer vor der wirtschaftlichen Misere und den gewaltsamen politischen Konflikten innerhalb der Stadt.
Auch nach dem Krieg – auch wenn der Sieg, der mutige Kampf und die Opferbereitschaft der Venezianer gegen eine neuerliche österreichische Besatzung gefeiert wurden – setzten sich die Konflikte fort und spitzten sich zwischen den Parteien weiter zu, zumal sich die wirtschaftliche Situation nur langsam verbesserte. Dennoch verstärkte die unter Piero Foscari organisierte gemeinsame Erfahrung der Abwehr der Luftangriffe zunächst ein verbreitetes Solidaritätsgefühl, das wiederum die Kräfteverhältnisse in der Stadt stabilisierte. Symbolisch kulminierte dies in der Rückholung der Bronzequadriga, der Pferde von San Marco, die in Sicherheit gebracht worden waren. Sie wurden im April 1919 per Schiff in die Stadt zurückgeholt, um zunächst im Innenhof des Dogenpalasts aufgestellt zu werden. Schließlich wurde das Monument, das, wie eine Zeitung titelte, so sehr der Ausdruck des Sieges war, am 11. November 1919 wieder an seinem Standort über dem Eingang der wichtigsten Kirche der Stadt aufgestellt, während der Markusplatz überfüllt war.
Damit zusammenhängend wurde die Forderung von 1866 nach Rückgabe der in Österreich befindlichen venezianischen Kunstwerke noch nachdrücklicher gestellt. Der Gazzettino veröffentlichte eine Liste der Werke. Grimani eröffnete noch die Ratssitzung vom 30. November, in der noch fast vollständige Einigkeit bei allen Beschlüssen herrschte.
Doch die politischen Konflikte zwischen den siegreichen Sozialisten, die die Wahl vom 16. November gewonnen hatten, und den konservativen und extrem nationalistischen Kräften einschließlich der katholischen Kirche, traten kaum ein Jahr nach dem Krieg offen zu Tage. Grimani trat nach der Wahlniederlage zurück, doch die nachfolgende Wahl verhinderte die Machtübernahme durch die Sozialisten. Am 31. Oktober 1920 wurde der Arzt Davide Giordano Bürgermeister einer der ersten klerikal-faschistischen Koalitionen Italiens.

### Tod und Nachwirkung
Filippo Grimani starb infolge eines Anfalls, den er im römischen Hotel des Princes nach einer Senatssitzung in der Nacht vom 28. auf den 29. November 1921 erlitten hatte, am 5. Dezember. Ungewöhnlich zahlreich nahmen die Venezianer an seiner Beerdigung teil.
1926 entstand in Marghera eine Grundschule mit dem Namen Scuola Elementare Filippo Grimani.